# Christoph Stephan
Christoph Stephan född 12 januari 1986 i Rudolstadt i dåvarande Östtyskland, är en tysk skidskytt.
Stephan debuterade i världscupen 2006 då han slutade på 56:e plats på sprinten i Kontiolax. De första världscuppoängen tog han i mars 2007 då han blev 16:e på distanstävlingen i Lahtis, veckan efter blev han 11 vid världscuptävlingarna i Oslo.
Den första topp 10 placeringen kom på Stephans födelsedad 2008 då han slutade som 8 på sprinten i Ruhpolding. 
Den 25 januari 2009 på masstarten i Antholz vann han sin första världscuptävling. Stephan vann silver på distans tävlingen vid VM 2009 efter Ole Einar Bjørndalen.
Stephan avslutade sin aktiva karriär 2015 för att istället koncentrera sig på sitt jobb som polis.